# Cylloceria orientalis
Cylloceria orientalis är en stekelart som beskrevs av Humala 2002. Cylloceria orientalis ingår i släktet Cylloceria och familjen brokparasitsteklar. Inga underarter finns listade i Catalogue of Life.